# المنية (شقوبية)
المُنية أو (نقحرة: أرمونيا) هي بلدية تقع في مقاطعة شقوبية وقشتالة وليون بإسبانيا. وفقًا لتعداد عام 2004 ( INE ) ، كان عدد سكان البلدية 247 نسمة.